# Christophe Barraud (réalisateur)
Pour les articles homonymes, voir Christophe Barraud et Barraud.
Christophe Barraud, né le 13 juin 1964 à Paris,  est un réalisateur français de séries télévisées et de téléfilms. 
Il a également réalisé des publicités et des documentaires.

## Filmographie
Clem
Joséphine ange gardien 
Comme réalisateur
- 2020 : Ici tout commence (série télévisée), TF1
- 2015 : Lebowitz contre Lebowitz (série télévisée), France 2
- 2012 : Lili David
- 2012 : Des soucis et des hommes - 8 épisodes
- 2011 : Un cœur qui bat réalisé avec Sophie Révil
- 2010 : Coup de chaleur
- 2008- 2009 : La Cour des grands - 12 épisodes
- 2006 : Homicides - 6 épisodes
- 2004-2006 : Avocats et Associés - 8 épisodes
- 2006 : Sois le meilleur

Comme acteur
- 2012 : Lili David : Tam
- 2009 : La cour des grands (série télévisée) - épisodes : Enzo et Simon et Lucas : Christophe B.